# Шабля Наполеона
Шабля Наполеона - холодна зброя, що належала імператору Франції Наполеону Бонапарту, яка нині експонується в колекції Державного історичного музею в Москві.
Клинок шаблі викований наприкінці XVIII століття на мануфактурі Коло, а ефес, піхви та загальне монтування виконані на Версальській збройовій мануфактурі знаменитим майстром Н. Буте. Розкішна шабля подарована Наполеону наприкінці 1799 «за Єгипетський похід». На булатному клинку виковано напис: «Н. Бонапарт. Перший консул республіки французів» (N. Bonaparte premier consul de la Republique Francaise).
6 квітня 1814 у Фонтенбло Наполеон підписав своє зречення престолу та незабаром відправлений на острів Ельба. В ескорті, що супроводжував Наполеона в порт, серед емісарів країн-переможниць представником від Росії був перший ад'ютант Олександра I, граф Павло Шувалов.
Гвардія та кінний конвой лише на початку шляху супроводжували Наполеона. Після прибуття в Авіньйон кортеж оточив розлючений натовп, який з криками: «Геть тирана! Геть розбійника!» закидала карету каменями. В Оргоні селяни знову оточили екіпаж, десятки рук намагалися витягнути Наполеона з карети і розірвати на шматки. Одним із перших на допомогу колишньому імператору прийшов Шувалов. Він протиснувся крізь натовп, що біснувався, і грудьми прикрив Наполеона. Рішучий вигляд російського офіцера трохи розсудив людей. Тим часом ямщики заклали коней, і кортеж спішно покинув село. Переляканий імператор, уже не покладаючись на захист союзних емісарів, перевдягся у просту синю блузу, осідлав одного з поштових коней і поскакав уперед. Вирішили, що він видаватиме себе за полковника Кемпбелла, а костюм Наполеона одягнув ад'ютант графа Шувалова.
У порту Шувалов піднявся на борт фрегата «Неприборканий», щоб попрощатися з Наполеоном. Подякувавши графу за допомогу, Бонапарт просив його передати Олександру I свою щиру вдячність. Очевидно, кораблем Наполеон на знак подяки вручив Шувалову свою шаблю.